# Polani

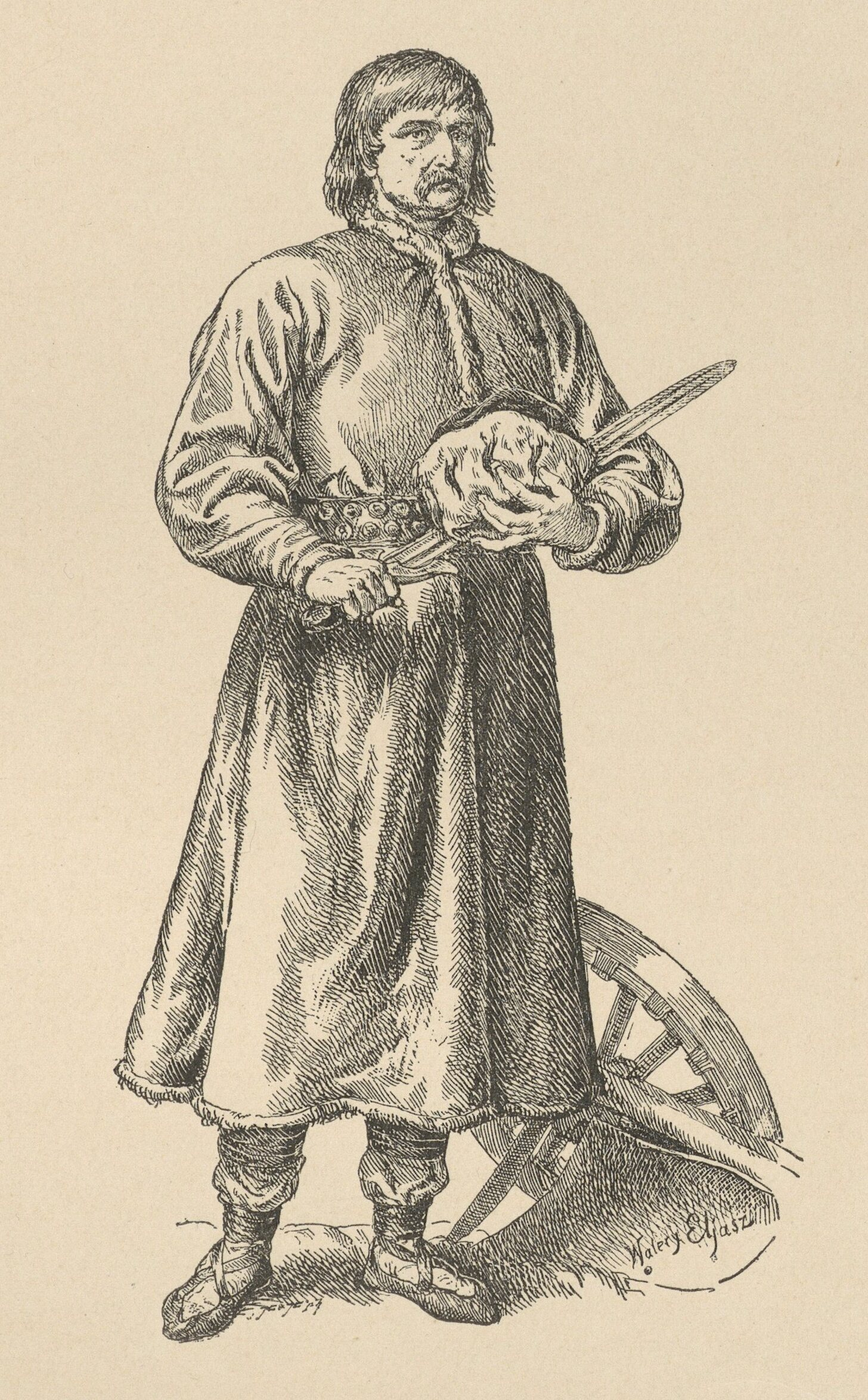
Polanie

I Polani (in polacco: Polanie) erano una tribù slava occidentale che viveva nel bacino del fiume Warta nell'VIII secolo. Nel tardo IX secolo i Polani riuscirono a sottomettere la maggior parte delle tribù slave che abitavano tra i fiumi Oder e Bug Occidentale e tra i Carpazi e il Mar Baltico. Dal X secolo riuscirono anche a integrare le terre della Masovia, della Cuiavia e della Grande Polonia.
Le più recenti scoperte archeologiche hanno portato alla luce quattro grandi roccaforti ("Gród") del primo periodo dello stato dei Polani:
- Giecz - il luogo da cui i Piast presero il controllo sugli altri gruppi di Polani
- Poznań - la più grande gród dello stato
- Gniezno - probabilmente il centro religioso dello stato, ma i resti non provano questa teoria
- Ostrów Lednicki - piccola roccaforte tra Poznań e Gniezno

Le unioni tribali condotte dalla dinastia Piast risiedevano principalmente nei territori dell'attuale Polonia.